# Organizacja Narodowego Oporu Wewnętrznego X
Organizacja Narodowego Oporu Wewnętrznego X (gr. Οργάνωσις Εθνικής Αντιστάσεως Εσωτερικού Χ), Organizacja Chi – greckie rojalistyczne, ugrupowanie konspiracyjne skrajnej prawicy założone podczas II wojny światowej, z nieujawnionym programem działań. W greckich monografiach mowa jest o nim także jako o Nieznanej Dywizji Chi (gr. ΑΓΝΩΣΤΟΣ ΜΕΡΑΡΧΙΑ Χ), posługującej się równolegle jeszcze wieloma innymi nazwami, np. ΟΡΓΑΝΩΣΙΣ ΛΑΒΔΑ.
Organizacja X powstała 20 lipca 1941 i została znacznie przekształcona w kwietniu 1943. Jej twórcami byli oficerowie greccy o poglądach rojalistycznych na czele z ppłk. Jeorjosem Grivasem. Nazwę Organizacja Narodowego Oporu Wewnętrznego X przyjęła w marcu 1943. Deklarowała poparcie dla greckiego rządu na emigracji przy równoczesnej gotowości współpracy z okupantem niemieckim w celu zwalczania lewicowego ruchu oporu. Andrzej Brzeziński nazywa Organizację Chi formacją „bojówkarską”. Manolis Glezos twierdził, że Organizacja X w ogóle nie występowała przeciw okupantom, ani kolaborantom. Dokonywała natomiast zamachów na działaczy lewicowej partyzancki ELAS. 
Członkowie Organizacji X na pocz. grudnia 1944 r. wzięli udział w walkach określanych jako Dekemvriana, przeciw zgrupowaniu ELAS w Atenach i Attyce, ponosząc duże straty. Następnie ugrupowanie to nominalnie zostało rozwiązane, a jego członkowie weszli w skład m.in. 143 Batalionu Gwardii Narodowej.  
Organizacja X pozostała de facto aktywna, gdyż jej członkowie objęli istotne stanowiska w strukturach armii, policji i władzy państwowej. Bojówkarska działalność organizacji była przez nie chroniona. Organizacji X przypisuje się znaczną część skrytobójczych napaści, zranień i mordów na osobach podejrzewanych o lewicowe poglądy w okresie 1944–1946, w szczególności na Peloponezie.